# Princesa de Mundaca
La princesa de Mundaca es un personaje vizcaíno de la mitología vasca. Tiene muchos puntos en común con Mari y en opinión de algunos es la personificación de la misma. En Vizcaya se dice que tiene relación con el origen del señor de Vizcaya. Una vez Sugaar se reunió con una princesa de Mundaca; a partir de esa relación surgió el primer señor de Vizcaya, esto es, Jaun Zuria (Señor Blanco).
Esta leyenda según algunos sería una fabricación para legitimar el Señorío de Vizcaya como un estado separado de Navarra; en cualquier caso, no hay rastro histórico de tal señor.